# Акберда (приток Ускалыка)
Акберда (баш. Аҡбирҙе) — река в Зианчуринском районе Республики Башкортостан (Россия). Устье реки находится в 15 км по левому берегу реки Ускалык, общая протяжённость реки Акберда составляет 25 км.

## География и гидрология
На реке находились хутора Урге Акбирзе (Верхне-Акбердинский), Тубэнге Акбирзе (Нижне-Акбердинский), сейчас на реке стоят селения Верхняя Акберда, Куюбарово, Нижняя Акберда, Нижний Муйнак.

## Этимология
Название гидронима происходит от личного имени. Как пишет Усманова:

Сравнительное изучение географических названий двух бассейнов — бассейна реки Сакмар и бассейна реки Демы — показывает, что в гидронимии бассейна реки Демы личные имена становятся географическими названиями в исключительно редких случаях, причем только как наименования сравнительно небольших рек и озёр. Исследование архивных материалов также показывает, что и в XVI—XIX вв. гидронимы антропонимического происхождения в Сакмарском бассейне были не редкостью, например: реки Абдулева, Абдуловка, Абдул-Чебенька (другое название Малая Чебенька), Айбика, Акбай, Акберда, Буракай, Буранбика, Давлеткужа, Давлеткул, Зиянбет, Казбулат, Курманбика, Муйнак, Мусагале, Шамиля, Нурумбат, Рамантулла, Сура, Сурагуль атульган, Суракай, Талип, Танкулу, Тайсара, Тимербай, Тимерсе, Тулумбак, Тугузбай, Туембет, Умурзак, Уна, Улъмасульган, ключи Азнай, Акман, Асмакай, Ямбет, Масагут, озеро Аранбай— Усманова, Имя отчей земли, 1994, С. 42
.

## Данные водного реестра
По данным государственного водного реестра России относится к Уральскому бассейновому округу, водохозяйственный участок реки — Большой Ик. Речной бассейн реки — Урал (российская часть бассейна).
Код объекта в государственном водном реестре — 12010000612112200006344.